# Le Retour de Mary Poppins
Pour les articles homonymes, voir Mary Poppins.
Série
The Cat That Looked at a King
(2004)
Pour plus de détails, voir Fiche technique et Distribution.
Le Retour de Mary Poppins (Mary Poppins Returns) est un film musical américain réalisé par Rob Marshall, et sorti en 2018.
Il fait suite au film Mary Poppins sorti en 1964, lui-même adapté du roman du même nom de Pamela L. Travers. Le film fut nommé respectivement dans quatre catégories aux Oscars et aux Golden Globes, et 3 fois aux BAFTA Awards.

## Synopsis
L'histoire se déroule à Londres dans les années 1930. Michael Banks vit toujours dans sa maison d'enfance, allée des Cerisiers, avec ses trois enfants, Annabel, John et Georgie, et avec sa sœur Jane depuis le décès de son épouse l'année précédente. Michael a fait un emprunt au directeur de la banque, William Weatherall Wilkins, qui envoie ses associés pour dire à Michael qu'ils prendront possession de sa maison si l'emprunt n'est pas remboursé d'ici au vendredi qui vient. Michael et Jane se rappellent que leur père leur a laissé des actions à la banque qui leur permettraient de couvrir l'emprunt. Ils commencent alors à chercher dans toute la maison le certificat d'actions. Pendant la recherche, Michael trouve le cerf-volant de son enfance mais décide de s'en débarrasser.
Alors que les trois enfants jouent dans le parc, Georgie trouve le cerf-volant et le laisse s'envoler. Mary Poppins descend du ciel, avec le cerf-volant en main. Elle ramène les enfants chez eux et dit qu'elle prendra le rôle de nourrice. Elle leur fait couler un bain dans lequel ils vivent des aventures sous-marines.
Michael se rend à la banque pour trouver une preuve de ses actions, mais Wilkins lui dit qu'il n'y a pas de preuves tangibles, avant de brûler le papier officiel. Annabel et John décident de vendre un bol qui appartenait à leur mère, qui a soi-disant une valeur inestimable, pour payer l'emprunt. Georgie essaie de les en dissuader, et durant leur dispute, un bout du bol se brise. Jack, un allumeur de réverbères, accueille Mary Poppins et la rejoint, ainsi que les enfants, pour voyager sur les décorations du bol. Pendant leur visite, Georgie est enlevé par un loup, une belette et un blaireau, et Annabel et John partent à son secours. Quand ils y arrivent, ils se réveillent dans leur lit, pensant alors que tout cela était un rêve, avant de prendre conscience que c'était bien réel.
Le lendemain, Mary Poppins et les enfants rendent visite à sa cousine, Topsy, afin qu'elle répare le bol, et découvrent qu'il a peu de valeur monétaire. Ils vont ensuite à la banque pour apporter sa mallette à leur père, mais lorsqu'ils arrivent au bureau de Wilkins pour lui demander de l'aide, ils entendent le plan qu'il prépare pour prendre possession de la maison. Pensant que Wilkins et ses associés sont les animaux qui l'ont enlevé, Georgie interrompt la réunion. Michael s'énerve et Mary Poppins ramène les enfants à la maison, guidée par Jack et les autres allumeurs de réverbères.
Le vendredi, alors que minuit approche, la famille Banks se prépare à déménager quand, en examinant le vieux cerf-volant, Michael découvre que Georgie a utilisé le certificat d'actions manquant pour le raccommoder. Michael et Jeanne se dirigent alors vers la banque tandis que Mary Poppins et les enfants vont avec Jack et les allumeurs de réverbères à Big Ben pour remonter le temps. Après avoir escaladé la tour de l'horloge, Jack et Mary Poppins remontent le temps de cinq minutes, ce qui donne à Michael et Jane juste assez de temps pour arriver à la banque. Wilkins, cependant, n'accepte pas le certificat car il en manque un bout. L'oncle vieillard de Wilkins, l'ancien directeur de la banque, M. Dawes Junior, arrive et chasse Wilkins de son poste pour corruption. Il révèle à Michael qu'il a de nombreuses actions dans la banque, grâce aux deux pences que son père avait donnés à la banque avec ses enfants des années auparavant.
Le lendemain, la famille va à la foire dans le parc à côté de chez eux. Ils achètent des ballons qui les emmènent dans les airs, où ils sont rejoints par Jack et de nombreux autres. Michael et Jane se rendent alors compte, lors de leur vol en ballon, que la magie de Mary Poppins a toujours été réelle. Alors qu'ils retournent chez eux, Mary Poppins estime qu'il est temps pour elle de partir. Michael et Jane la remercient alors que son parapluie l'emmène dans les airs.

## Fiche technique
Sauf indication contraire, les informations mentionnées dans cette section peuvent être confirmées par la base de données cinématographiques IMDb,  présente dans la section « Liens externes ».
- Titre original : Mary Poppins Returns
- Titre français et québécois : Le Retour de Mary Poppins
- Réalisation : Rob Marshall
- Scénario : David Magee d'après les livres de la série Mary Poppins de Pamela L. Travers
- Adaptation : Rob Marshall, David Magee, Marc Platt
- Direction artistique : Niall Moroney
- Décors : John Myhre
- Animation : Chris Sauve et Jim Capobianco[1]
- Costumes : Sandy Powell
- Photographie : Dion Beebe
- Montage : Wyatt Smith
- Musique : Marc Shaiman et Scott Wittman
  - Conseiller musical : Richard M. Sherman
- Production : John DeLuca, Rob Marshall et Marc Platt ; Angus More Gordon et Michael Zimmer (co-production)
- Sociétés de production : Lucamar Productions et Walt Disney Pictures
- Sociétés de distribution : Walt Disney Studios Distribution ; Disney+ (streaming)
- Budget : 130 millions $[2]
- Pays d'origine :  États-Unis
- Langue originale : anglais
- Format : couleur -
- Genre : fantastique, musical
- Durée : 130 minutes
- Dates de sortie[3] :
  - États-Unis : 29 novembre 2018 (première à Los Angeles) ; 19 décembre 2018
  - France : 19 décembre 2018

## Distribution
- Emily Blunt (VF et VQ : Léovanie Raud) : Mary Poppins
- Lin-Manuel Miranda (VF : Pascal Nowak ; VQ : Adrien Bletton) : Jack
- Ben Whishaw (VF : Jean-Christophe Dollé ; VQ : Philippe Martin) : Michael Banks
- Emily Mortimer (VF : Rafaèle Moutier (dialogues) - Claire Guyot (chant) ; VQ : Pascale Montreuil) : Jane Banks
- Pixie Davies (VF : Lévanah Solomon ; VQ : Alice Déry) : Annabel Banks
- Nathanael Saleh (VF : Noah Reynier ; VQ : William Coallier) : John Banks
- Joel Dawson (VF : Simon Faliu ; VQ : Léo Meunier) : Georgie Banks
- Julie Walters (VF : Josiane Pinson (dialogues) - Prisca Demarez (chant) ; VQ : Chantal Baril) : Ellen
- Colin Firth (VF : Edgar Givry ; VQ : Louis-Philippe Dandenault) : William Weatherall Wilkins
- Meryl Streep (VF : Isabelle Ferron ; VQ : Marie-Andrée Corneille) : Topsy Poppins
- Dick Van Dyke (VF : Jean-Pierre Leroux ; VQ : Jean-Marie Moncelet) : M. Dawes Jr.
- Angela Lansbury (VF et VQ : Christine Delaroche) : la dame aux ballons
- David Warner (VF : Michel Papineschi ; VQ : Guy Nadon) : l'amiral Boom
- Jim Norton (VF : Michel Ruhl ; VQ : Jean-François Blanchard) : M. Boussole (Mr. Binnacle en VO)
- Jeremy Swift (VF : Guillaume Lebon ; VQ : François Caffiaux) : Hamilton Gooding
- Kobna Holdbrook-Smith (VF : Jean-Baptiste Anoumon ; VQ : Éric Paulhus) : Templeton Frye
- Noma Dumezweni (VF : Audrey Sourdive ; VQ : Lisette Dufour) : Miss Penny Farthing
- Tarik Frimpong (VF : Dan Menasche) : Angus
- Sudha Bhuchar : Miss Lark
- Karen Dotrice : une dame demandant le numéro 19 de l'allée des Cerisiers (caméo)

et les voix de :  
- Edward Hibbert (VF : Christophe Desmottes) : le parapluie-perroquet de Mary Poppins
- Chris O'Dowd (VF : Xavier Fagnon) : Seamus le chien cocher
- Mark Addy (VF : Patrick Borg) : Clyde le cheval
- Colin Firth (VF : Edgar Givry) : le loup
- Jeremy Swift (VF : Guillaume Lebon) : le blaireau
- Kobna Holdbrook-Smith (VF : Jean-Baptiste Anoumon) : la fouine

Version française :
Société de doublage : Dubbing Brothers ; adaptation (dialogues et chansons) : Philippe Videcoq-Gagé ; direction artistique : Claire Guyot ; direction musicale : Claude Lombard.
Sources : carton de doublage du film (VF), Doublage.qc.ca (VQ)

## Production

### Genèse et développement

#### 1965-1980: Premier projet

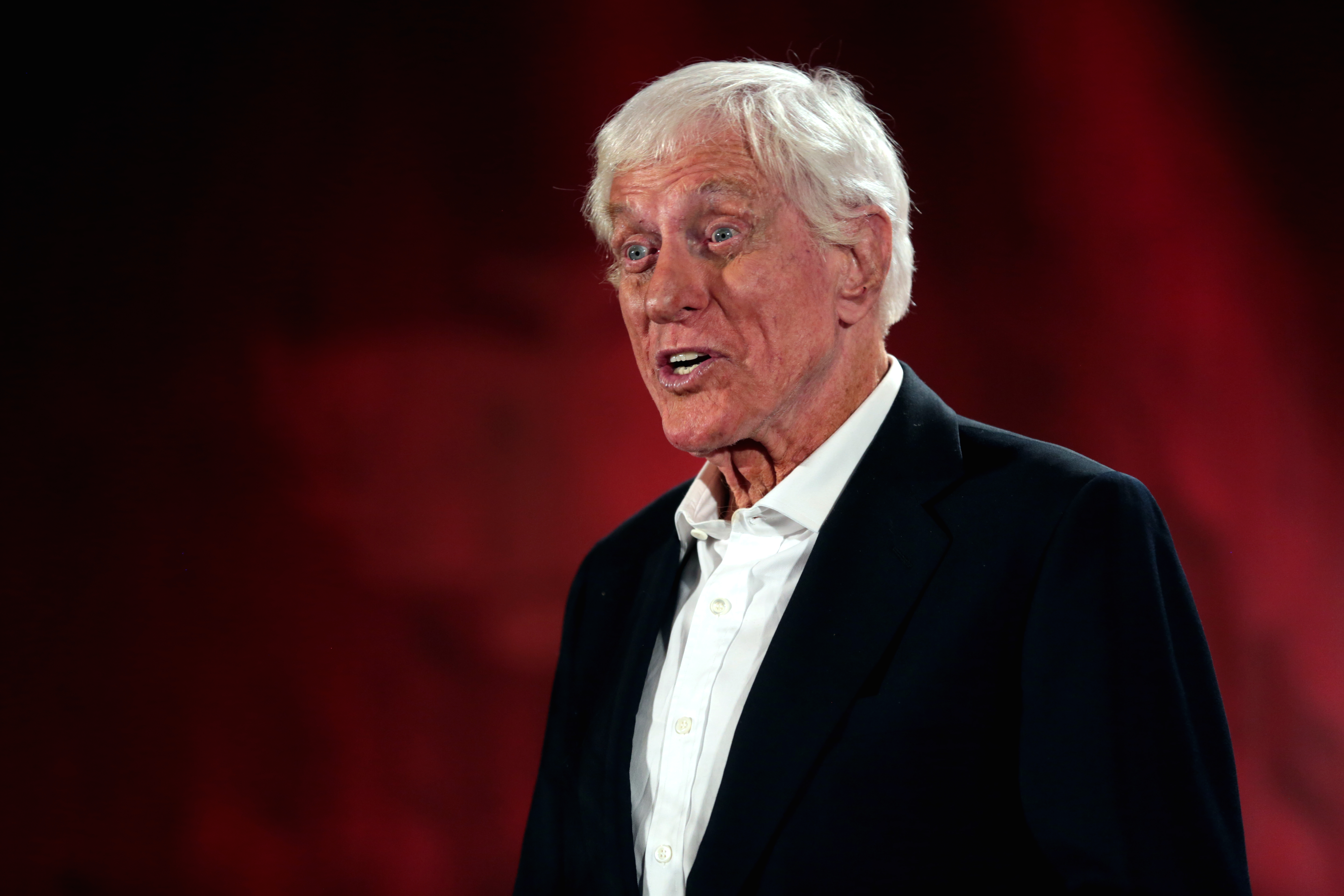
Dick Van Dyke, interprète de Bert dans Mary Poppins (1964) et de M. Dawes Jr. dans Le Retour de Mary Poppins.

Dès la sortie du premier film Mary Poppins en 1964, et devant l'engouement qu'il créa, Walt Disney envisage de mettre en route une suite avec Julie Andrews et Dick Van Dyke. Pamela L. Travers rejette le projet, car elle n'était pas satisfaite de l'adaptation par les studios Disney de ses livres. Malgré les cinq Oscars remportés par le film, elle se montra catégorique. Cependant : celle-ci n'était pas contre le retour de l'actrice dans le rôle de Mary Poppins.
Au début des années 1980, Jeffrey Katzenberg, président de Walt Disney Pictures et Michael Eisner, président de la Walt Disney Company, envisagent à nouveau une suite au film avec l'adaptation du second livre : Le Retour de Mary Poppins et souhaite que Julie Andrews et Dick Van Dyke reprennent leurs rôles. Katzenberg envisage de faire revenir le personnage de Mary Poppins, vieillie au moment où les enfants, Jane et Michael Banks, devenus adultes, commencent à rencontrer de sérieux problèmes dans leurs vies personnelles et professionnelles. Ils vont proposer le projet à Pamela L. Travers, qui le rejette à nouveau.
À la fin des années 1980, Pamela L. Travers et Brian Sibley, un ami scénariste, travaillent à l'adaptation de son livre Le Retour de Mary Poppins, publié en 1935, soit l'année suivant la parution du premier roman,, et premier d'une série de suites poursuivie jusqu'en 1989. Cette adaptation comprenait les chapitres inexploités lors du premier film et figurant dans le premier tome, mais aussi l'intégralité du second livre. Sibley écrit alors une lettre à Roy Disney (neveu de Walt) pour le tenir informé que le projet d'une suite au premier film est toujours d'actualité, et que Travers et lui y travaillent activement. Selon Sibley, Travers a écrit des notes quant à ses idées sur le scénario et, quoiqu'elle ait rejeté certaines idées proposées par Katzenberg et Eisner, elle a aimé le fait que le personnage de Bert soit remplacé par son frère, un marchand de glace qui travaille dans un parc de Londres, qui serait à la fois l'ami et un grand admirateur de Mary Poppins. Travers souhaite aussi qu'il y ait un changement d'actrice en ce qui concerne le personnage de Mary Poppins.
Quatre mois plus tard, les studios Disney proposent une première fois à Julie Andrews de reprendre son rôle dans la suite, intitulée Mary Poppins Returns. Celle-ci refuse une première fois d’apparaître dans le film. De plus un remplaçant à Dick Van Dyke fut compliqué à trouver, à l'époque. Pendant un temps, les studios Disney envisagèrent de proposer le rôle à Michael Jackson. La suite planifiée a finalement été annulée en raison des difficultés quant au casting et au changement de direction à la tête des studios.
En 1996, Pamela L. Travers meurt laissant un scénario inachevé et, aux studios Disney, un projet abandonné.

#### 2013: Sortie du filmDans l'ombre de Maryet création de la comédie musicale
En 2013, Walt Disney Pictures distribue au cinéma un film biographique intitulé : Dans l'ombre de Mary réalisé par John Lee Hancock avec Emma Thompson et Tom Hanks qui incarnent respectivement l'auteur australienne Pamela L. Travers et Walt Disney. Le film raconte les coulisses du film Mary Poppins (1964) mais surtout l'incroyable bataille entre les deux artistes, la première ne voulant pas céder les droits de son œuvre et le second souhaitant ardemment les posséder. Le film est bien reçu par la critique et donne l'envie aux studios de donner une suite au film original. Le film ravive une première fois l'engouement du public.
Un an plus tard : une affiche montrant Cate Blanchett en Mary Poppins est postée sur les réseaux sociaux, avec la mention « un film de Tim Burton ». L'affiche fait le buzz et ravive à nouveau l'engouement du public. Quelques mois plus tard, l'affaire est démentie, ce qui déçoit les fans du film. Pour pallier ce canular, les studios Disney annoncent la création de l'adaptation pour la scène de Mary Poppins, qui se tiendra à Broadway. Le livre et la mise en scène sont signés Julian Fellowes (créateur de la série Downton Abbey), avec Anne Hathaway dans le rôle-titre.

#### 2015: Reprise du projet
En septembre 2015, il est révélé que Walt Disney Pictures prépare une suite à Mary Poppins située 20 ans après et inspirée des autres romans de la série débutée en 1934 avec Mary Poppins de Pamela L. Travers. Rob Marshall, qui a déjà travaillé avec le studio pour son précédent film Into the Woods (2014), est engagé comme réalisateur, avec John DeLuca et Marc Platt à la production. Le scénario est écrit par David Magee. En février 2016, il est annoncé que Rob Marshall officiera également comme producteur.
En mai 2016, Disney révèle le titre du film : Mary Poppins Returns. Ce film marque également le retour des longs-métrages mêlant animation et prises de vue réelles. Les exemples les plus connus de films de ce genre sont Qui veut la peau de Roger Rabbit (1988) et l'un des derniers étant Il était une fois (2007).

### Attribution des rôles et tournage

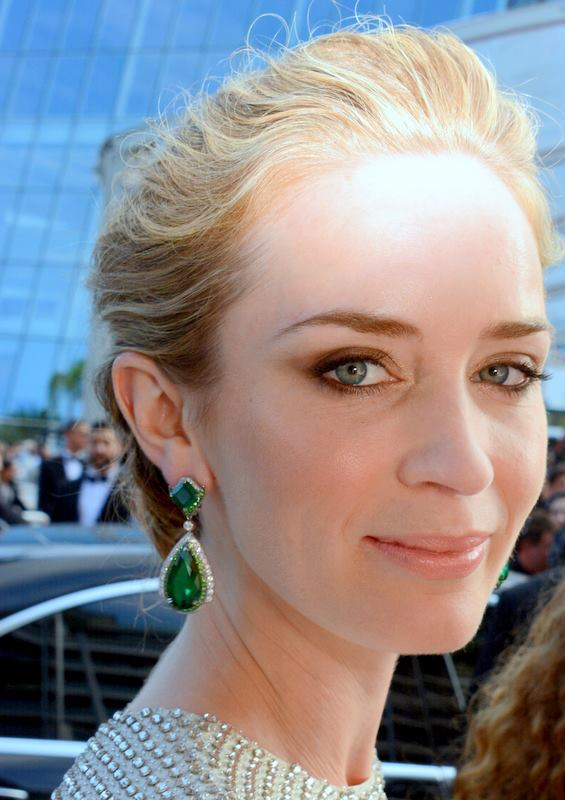
Emily Blunt, ici au festival de Cannes 2015, reprend le rôle de Mary Poppins.

#### Choix pour Mary Poppins
De nombreuses actrices ont été envisagées par les médias et le public pour reprendre le rôle de Mary Poppins au cinéma. Parmi elles les plus grandes stars du moment : Anne Hathaway, Kristen Bell, Michelle Dockery, Amy Adams, Cate Blanchett.
Rob Marshall, le réalisateur américain chargé de la réalisation de ce second opus impose au président des studios Disney de l’époque : Robert Iger et à son producteur Marc Platt le choix d’Emily Blunt avec qui il vient de terminer Into the Woods pour ces même studios. En février 2016, Emily Blunt est officialisée dans le rôle-titre et succède ainsi à Julie Andrews.

#### Autres rôles
Quelques jours plus tard, l'acteur-compositeur Lin-Manuel Miranda décroche le rôle de Jack et interprétera également des chansons pour le film,.
En juillet 2016, Meryl Streep entre en négociations pour incarner Topsy, la cousine de Mary Poppins. En août 2016, Ben Whishaw est quant à lui envisagé pour reprendre le rôle de Michael Banks, incarné enfant par Matthew Garber dans le film de 1964. Meryl Streep est à nouveau dirigée par Rob Marshall, après Into the Woods (2014).
En octobre 2016, Emily Mortimer est confirmée dans le rôle de Jane Banks, personnage joué enfant par Karen Dotrice dans le film de 1964. Le même mois, Colin Firth décroche quant à lui le rôle de William Weatherall Wilkins, le président de la banque Fidelity Fiduciary. En février 2017, Angela Lansbury est confirmée dans le rôle de la vendeuse de ballons. Elle était pressentie à l'époque pour jouer le rôle de Mary Poppins dans le film de 1964.

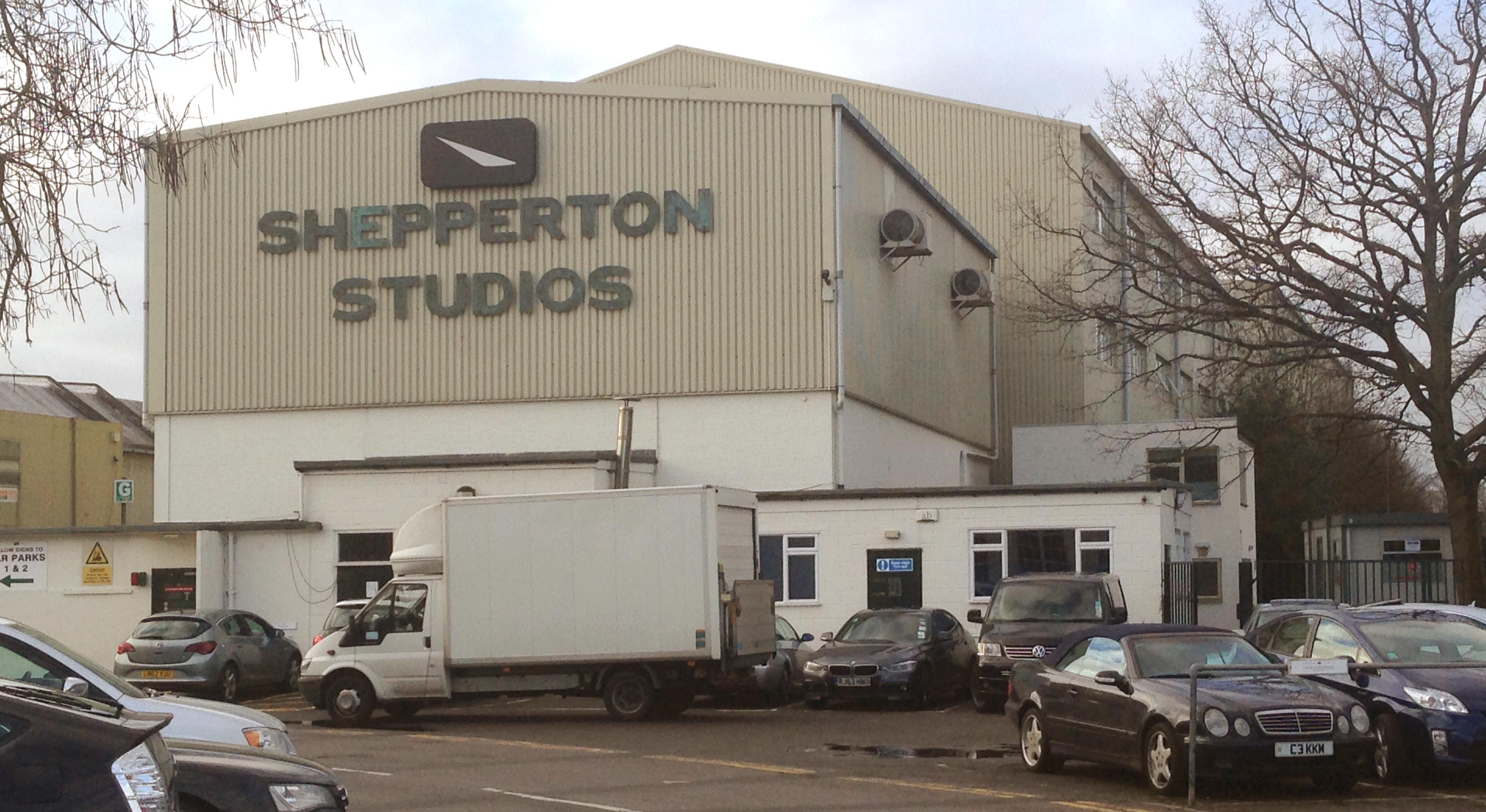
Les Studios de Shepperton, près de Londres.

Dick Van Dyke incarnait deux personnages dans le premier film : le ramoneur-dessinateur Bert ainsi que le banquier M. Dawes Senior. Il interprète ici le fils de ce dernier, M. Dawes Junior. Il est le seul acteur à jouer dans les deux films. Karen Dotrice apparait également, mais seulement pour un caméo. Quant à Julie Andrews, elle n'a pas souhaité apparaître afin « de ne pas faire d'ombre à la nouvelle Mary Poppins ».
Le tournage débute le 10 février 2017. Il a lieu dans les studios de Shepperton dans le Surrey. Le 4 mars 2017, Disney Studios dévoile une photo du tournage avec Emily Blunt en costume de Mary Poppins, un trench-coat bleu, un chapeau rose à fleur et son sac.
Le 6 janvier 2019, en raison de la législation britannique et l’existence d'une filiale destinée à la production au Royaume-Uni, le budget de production du film Le Retour de Mary Poppins est rendu public, il est de 100 millions de £ en Angleterre.

## Musique
- Votre jour de chance ((Underneath the) Lovely London Sky) - Jack
- Une conversation (A Conversation) - Michael Banks
- A-t-on jamais vu ça ? (Can You Imagine That?) - Mary Poppins et les enfants Banks
- Royal Doulton Music Hall (The Royal Doulton Music Hall) - Mary Poppins, Jack et les enfants Banks
- Méfiez-vous des apparences (A Cover Is Not the Book) - Mary Poppins, Jack et Ensemble
- Où vont les choses (The Place Where Lost Things Go) - Mary Poppins
- Le monde est devenu fou (Turning Turtle) : Topsy et Mary Poppins, Jack et les enfants Banks
- Luminomagifantastique (Trip a Little Light Fantastic) - Jack, Mary Poppins, les enfants Banks et Angus
- Où vont les choses (The Place Where Lost Things Go) (reprise) - les enfants Banks
- Luminomagifantastique (Trip a Little Light Fantastic) (reprise) - M. Dawes Jr., Mary Poppins, Jack, Michael et les enfants Banks
- La Magie des ballons (Nowhere to Go But Up) - la vendeuse de ballon, Michael, les enfants, Jack, Jane, Ellen et Ensemble
- Votre jour de chance ((Underneath the) Lovely London Sky) (reprise) - Jack
- Générique de fin (End Title Suite) - Ensemble

## Accueil

### Promotion et sortie
Dans le cadre de la sortie du film, The Walt Disney Company propose au chanteur Loïc Nottet d'interpréter la chanson Supercalifragilisticexpialidocious. Un clip est réalisé dans lequel il est interprète et également créateur des costumes,.
Le 12 décembre 2018, le magazine Forbes titre que le film Le Retour de Mary Poppins fait un score honorable au box-office mais souligne la dépendance de Disney aux productions avec des superhéros de Marvel. Le 23 décembre 2018, Le Retour de Mary Poppins démarre timidement au box-office avec 31 millions d'USD récoltés en 5 jours mais en progression sur le weekend. Le 2 janvier 2019, le film dépasse les 200 millions USD de recettes à l'international dont 114,5 millions en Amérique du Nord au bout de 2 semaines.

### Réception critique
À sa sortie le film reçoit une note moyenne de 3,3 sur Allociné. Le Figaro se montre dithyrambique : « Rob Marshall orchestre avec brio Le Retour de Mary Poppins », tandis que Ouest-France assure que « la magie est toujours là ».

### Box-office
| Pays ou région | Box-office         | Date d'arrêt du box-office | Nombre de semaines |
| -------------- | ------------------ | -------------------------- | ------------------ |
| États-Unis     | 171 958 438 $      | 11 avril 2019              | 17                 |
| France         | 1 535 377 entrées, | 5 février 2019             | 7                  |
| Total mondial  | 349 537 494 $      | 11 avril 2019              | 17                 |

## Distinctions

### Récompenses
- American Film Institute : Top 10 des films de l'année 2019
- Annie Awards 2019
  - Meilleur film d'animation
  - Meilleure animation de personnages dans un long-métrage en prises de vues réelles pour Chris Sauve, James Baxter et Sandro Cleuzo
- Festival international du film de Capri 2019 : Meilleurs costumes pour Sandy Powell
- Festival international du film de Palm Springs 2019 : Meilleure distribution
- Satellite Awards 2019 : Meilleure direction artistique pour John Myhre
- Saturn Awards 2019 : Meilleure musique pour Marc Shaiman

### Nominations
- BAFA 2019 :
  - Meilleure musique de film pour Marc Shaiman et Scott Wittman (en)
  - Meilleurs décors pour John Myhre et Gordon Smith
  - Meilleurs costumes pour Sandy Powell
- Critics' Choice Movie Awards 2019 :
  - Meilleur film pour John DeLuca, Rob Marshall et Marc Platt
  - Meilleurs effets visuels
  - Meilleure actrice pour Emily Blunt
  - Meilleurs costumes pour Sandy Powell
  - Meilleure musique de film pour Marc Shaiman et Scott Wittman
  - Meilleure chanson originale pour The Place Where Lost Things Go
  - Meilleure chanson originale pour Trip a Little Light Fantastic
  - Meilleure direction artistique pour John Myhre
- Golden Globes 2019 :
  - Meilleur film musical ou de comédie pour John DeLuca, Rob Marshall et Marc Platt
  - Meilleure actrice dans un film musical ou une comédie pour Emily Blunt
  - Meilleur acteur dans un film musical ou une comédie pour Lin-Manuel Miranda
  - Meilleure musique de film pour Marc Shaiman et Scott Wittman
- Oscars 2019 :
  - Meilleurs décors pour John Myhre et Gordon Smith
  - Meilleure création de costumes pour Sandy Powell
  - Meilleure chanson originale pour The Place Where Lost Things Go pour Marc Shaiman et Scott Wittman
  - Meilleure musique de film pour Marc Shaiman et Scott Wittman
- Saturn Awards 2019 :
  - Meilleure actrice pour Emily Blunt
  - Meilleur acteur dans un second rôle pour Lin-Manuel Miranda
  - Meilleur film fantastique

## Analyse

#### Chicago
- Quand Jack emploie l'expression "la seule et unique" pour introduire Mary Poppins sur la scène du Royal Doulton Musical, on peut y voir un autre point commun avec une des chansons de la comédie musicale Chicago : All I Care About., où la même formulation est employée pour faire entrer le personnage de Billy Flynn[42].
- La séquence Méfiez-vous des apparences est un hommage à plusieurs œuvres. En effet, la chorégraphie et les costumes sont un clin d'oeil à une autre comédie musicale dirigée par Rob Marshall au cinéma : Chicago. En particulier, aux chansons Nowaday et All I Care About. D'ailleurs, le costume et la coiffure d'Emily Blunt sont semblables à ceux que portait Catherine Zeta-Jones dans le film. La traduction française fait un malin parallèle avec le titre d'une chanson aux thématiques similaires, présente dans Pocahontas 2 : Un monde nouveau.

#### L'Apprentie Sorcière
- La scène du bain où Mary Poppins chante A-t-on jamais vu ça ? en compagnie des enfants avant de plonger à travers la baignoire dans la mer, est une référence directe à une autre comédie musicale produite par les studios Disney : L'Apprentie sorcière, où le personnage d'Eglantine Pryce plonge avec des enfants dans l'océan, et interprète le titre Dans le bleu de la mer. La chanson écrite par les frères Sherman pour L'Apprentie Sorcière, avait d'abord été pensée pour le premier Mary Poppins avant d'être abandonnée[43].

#### Autres suites Disney
- Dans le numéro qui se déroule dans le musical on peut retrouver des flamants roses semblable à ceux du segment Le Carnaval des Animaux dans Fantasia 2000. Une filiation logique car ce sont les mêmes studios qui se sont chargés de l'animation des deux films.
- A la fin, quand Mary Poppins vole au secours de Jack, et inverse l'heure, on peut y voir une coïncidence fortuite avec le grand final du film d'animation Clochette et l'Expédition féerique, sorti au début des années 2010[44].
- La séquence où les enfants tombent de la calèche et se mettent à voler dans un tourbillon de panique est une référence au dessin animé Alice au pays des merveilles (film, 1951), quand Alice débarque dans le terrier du lapin[45].

#### My Fair Lady
- L'affiche officiel du film s'inspire du design de la comédie musicale My Fair Lady, autre film préféré de son auteur.

## Autour du film
- Rob Marshall avait déjà collaboré auparavant avec les actrices : Emily Blunt (Mary Poppins) et Meryl Streep (Topsy) lors du tournage du film musical : Into the Woods, produit également par les Studios Disney.
- Le Retour de Mary Poppins signe la troisième collaboration musicale entre Colin Firth, Meryl Streep et Julie Walters. En effet, les trois acteurs ont joué ensemble dans Mamma Mia et Mamma Mia : Here We go again.
- Emily Blunt et Meryl Streep avaient déjà joué ensemble dans Le diable s'habille en Prada (2006) et Into the Woods (2014).
- Emily Mortimer, qui interprète Jane Banks adulte, a pu rencontrer Karen Dotrice, l'interprète de la version jeune de son personnage dans Mary Poppins. Cette dernière fait d'ailleurs un caméo dans le film. Mortimer témoigne : « Lorsque nous sommes entrées sur le décor de l’allée des Cerisiers pour la première fois, Karen en a eu le souffle coupé. Elle était sans voix : c’était vraiment mignon et incroyablement touchant »[46].
- La construction de la boutique de Topsy a duré 7 mois ; il s'agit du décor le plus complexe du film. L'ensemblier Gordon Sim et son équipe ont écumé les antiquaires et brocantes d'Angleterre pour trouver des objets à intégrer dans le décor. Au total, 538 ont été récoltés, auxquels s'ajoutent d'autres articles conçus par l'équipe ou acquis d'une autre manière. Tous ces éléments ont ensuite été boulonnés et fixés au plafond d’un véritable décor renversé, qui a ensuite été retourné. Il a fallu 26 semaines pour créer le décor du parc abandonné qui abrite le plus grand numéro du film et 18 semaines pour l'allée des Cerisiers. Au total, ce sont 8 plateaux de tournage des studios de Shepperton qui ont été utilisés[46].
- Meryl Streep a failli interpréter Pamela L. Travers dans le biopic : Dans l'ombre de Mary au côté de Tom Hanks. C'est finalement Emma Thompson qui remporta le rôle[46].
- Dick Van Dyke et Angela Lansbury sont à nouveau partenaires dans le film musical Buttons (2018) de Tim Janis.
- Le film Il était une fois 2 des mêmes studios glissent deux références au film.